# Coding bootcamp (курсы по программированию)
Coding bootcamp (курсы по программированию) — интенсивные курсы ускоренного обучения IT-специальностям по разработке программного обеспечения. Впервые они появились в 2011 году. Они помогают новичкам быстро освоиться в мире технологий, получить первые профессиональные навыки и найти работу.

## История
Первый буткемп General Assembly открылся в 2011 году. Это проложило путь для буткемп школ программирования..
По данным Course Report, в 2018 году в США работали 108 буткемпов — их годовой доход оценивается в 240 миллионов долларов. С 2013 года количество выпускников американских интенсивов по программированию выросло в девять раз и превысило отметку в 20 тысяч человек. Продолжительность курсов обычно составляет от 8 до 36 недель, большинство из которых длится от 10 до 12 (в среднем 12,9) недель.

### Сотрудничество с университетами
Вследствие роста популярности буткемпов для начинающих некоторые университеты начали свои собственные интенсивные программы обучения кодированию или стали партнерами существующих частных курсов для начинающих по кодированию. В 2021 году, по данным Course Report, в США насчитывается около 120 буткемпов на базе университетов. В период с 2019 по 2020 год рынок университетских буткемпов вырос на 73 %, с 64 интенсивов в 2019 г. до 120 интенсивов по программированию в 2020 г.

### Онлайн-курсы по программированию
Существуют различные варианты онлайн-буткемпов по разработке. Обычно студентов курирует наставник на протяжении всего обучения, а также такие курсы обычно стоят дешевле и лучше подходят для конкретных потребностей студентов.

### Data science буткемпы
Учебные курсы, которые меньше ориентированы на full-stack-разработку и больше на подготовку специалистов по данным и инженеров по данным, называют data-science-буткемпы. Буткемпы по аналитике данных — это интенсивные программы продолжительностью от трех до шести месяцев, которые готовят выпускников к работе в области аналитики данных начального и младшего уровней. Эти программы обучают техническим навыкам анализа данных, визуализации данных, статистического анализа, прогнозной аналитики и некоторых областей программирования.
Они также помогают студентам освоить различные языки и фреймворки, включая Python, Pandas, R, SQL, Hadoop и Spark, что может помочь им занять средние или старшие должности.

### Программы подготовки к буткемпам
Буткемпы могут требовать минимальных навыков и часто для поступления требуется сдать вступительные экзамены; Некоторые компании, такие как Career Karma, стремятся помочь новичкам получить необходимые навыки и подать заявку на обучение в буткемпах.

## Обучение
Учебные курсы по программированию могут проводиться в режиме полного погружения (его так же называют иммерсивным обучением). При таком способе обучения групповые занятия проходят в классе до 80 часов в неделю, учёба занимает в среднем 14 недель. При парт-тайм обучении учёба проходит в классе примерно 15 часов в неделю и столько же отводится на самостоятельное обучение. Из-за частичной занятости обучение может занять гораздо больше времени, чем при полном погружении. В онлайн-буткемпах проходят самостоятельные занятия в удобное время с помощью наставника; при такой форме обучения средняя продолжительность курса около 15 недель.
Интенсивы могут финансироваться работодателем; чтобы их оплатить, можно получить кредит на образование. Согласно отчету о маркетинговых исследованиях за 2017 год, стоимость обучения варьировалась от 21000 долларов США за курс, а средняя стоимость обучения составляла 11 874 доллара США.
Буткемпы могут работать по программе отсроченного обучения. Отсроченное обучение относится к модели оплаты, при которой учащиеся платят школе процент (18-22,5 %) от своей зарплаты в течение 1-3 лет после окончания учёбы, а не авансом.
В Европе буткемпы по программированию могут быть бесплатными или стоить пару тысяч евро за программу. В отличие от университетского образования, частные предложения по обучению кажутся дорогими.
16 августа 2016 года Министерство образования США объявило о предоставлении студентам ссуд или грантов на сумму до 17 миллионов долларов для обучения в нетрадиционных учебных заведениях, включая буткемпы по программированию. Эти гранты или займы будут предоставляться в рамках пилотной программы EQUIP, что означает «Качество образования через инновационные партнерства». Для получения федеральной финансовой помощи программы должны сотрудничать с аккредитованным колледжем и сторонней организацией по обеспечению качества (QAE).
Около 79 % выпускников после выпуска устраиваются на полный рабочий день и устраиваются на работу по профилю в течение 1-6 месяцев. По исследованию Course Report, выпускники учебных курсов по программированию зарабатывают в среднем 69 079 долларов, но эта цифра увеличивается по мере того, как разработчики получают опыт работы в отрасли. В среднем выпускники зарабатывают 80 943 доллара на второй работе после буткемпа и 99 229 долларов на третьей работе после буткемпа.

## Буткемпы в России
В России первый буткемп открылся осенью 2018 года: Elbrus coding bootcamp до сих пор остается самым крупным центром переквалификации в сфере IТ в России. Стоимость обучения в РФ несколько ниже, чем в США и Европе — в среднем от 2500 до 3000 долларов США. Интенсивные курсы ускоренного обучения пока нельзя назвать массовыми как в Европе, так и в России. Постоянный дефицит кадров в разработке повышает популярность буткемпов на российском рынке.